# Weißbürzel-Krähenstar
Der Weißbürzel-Krähenstar (Strepera graculina), früher als Dickschnabel-Würgerkrähe bezeichnet, ist ein australischer Singvogel aus der Familie der Schwalbenstarverwandten.

## Merkmale
Der 50 cm lange Weißbürzel-Krähenstar ist ein vorwiegend schwarzer Vogel mit weißem Halbmond auf den Flügeln und weißer Schwanzbasis und -spitze. Die Iris ist gelb.
Sein Ruf ist ein lautes „karrawong“, was ihm den einheimischen Trivialnamen currawong eingebracht hat.

## Vorkommen

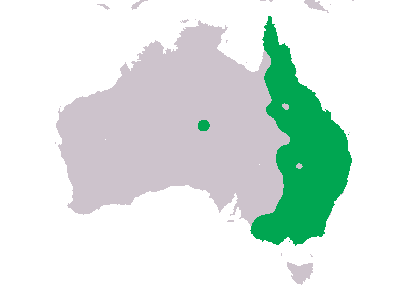
Verbreitungsgebiet

Der Weißbürzel-Krähenstar lebt in lichten Wäldern, Busch, Feldern und Stadträndern im Osten Australiens. Im Norden des Verbreitungsgebietes ist er ein Standvogel; im Süden wandert er zwischen höher gelegenen und tieferen Regionen hin und her.

## Verhalten
Außerhalb der Brutzeit lebt der Weißbürzel-Krähenstar in großen Schwärmen. Die Vögel sind dann gelegentlich mit Gelbnacken-Laubenvögeln und Seidenlaubenvögeln vergesellschaftet.
Zur Nahrung des Weißbürzel-Krähenstars gehören Aas, kleine Wirbeltiere, Vogeleier, Insekten und Beeren. Der Vogel spießt Beute auf Dornen auf oder lagert sie in Spalten und Astgabeln.

## Fortpflanzung
Das Weibchen brütet zwischen Juli und Januar in einem schalenförmigen Nest in einer Astgabel drei Eier etwa drei Wochen lang aus. Mit drei Wochen werden die Jungvögel flügge.

## Einzelbelege
1. ↑  Clifford B. Frith, Dawn. W. Frith: The Bowerbirds – Ptilonorhynchidae. Oxford University Press, Oxford 2004, ISBN 0-19-854844-3, S. 365.